# Bulle de la sainte croisade

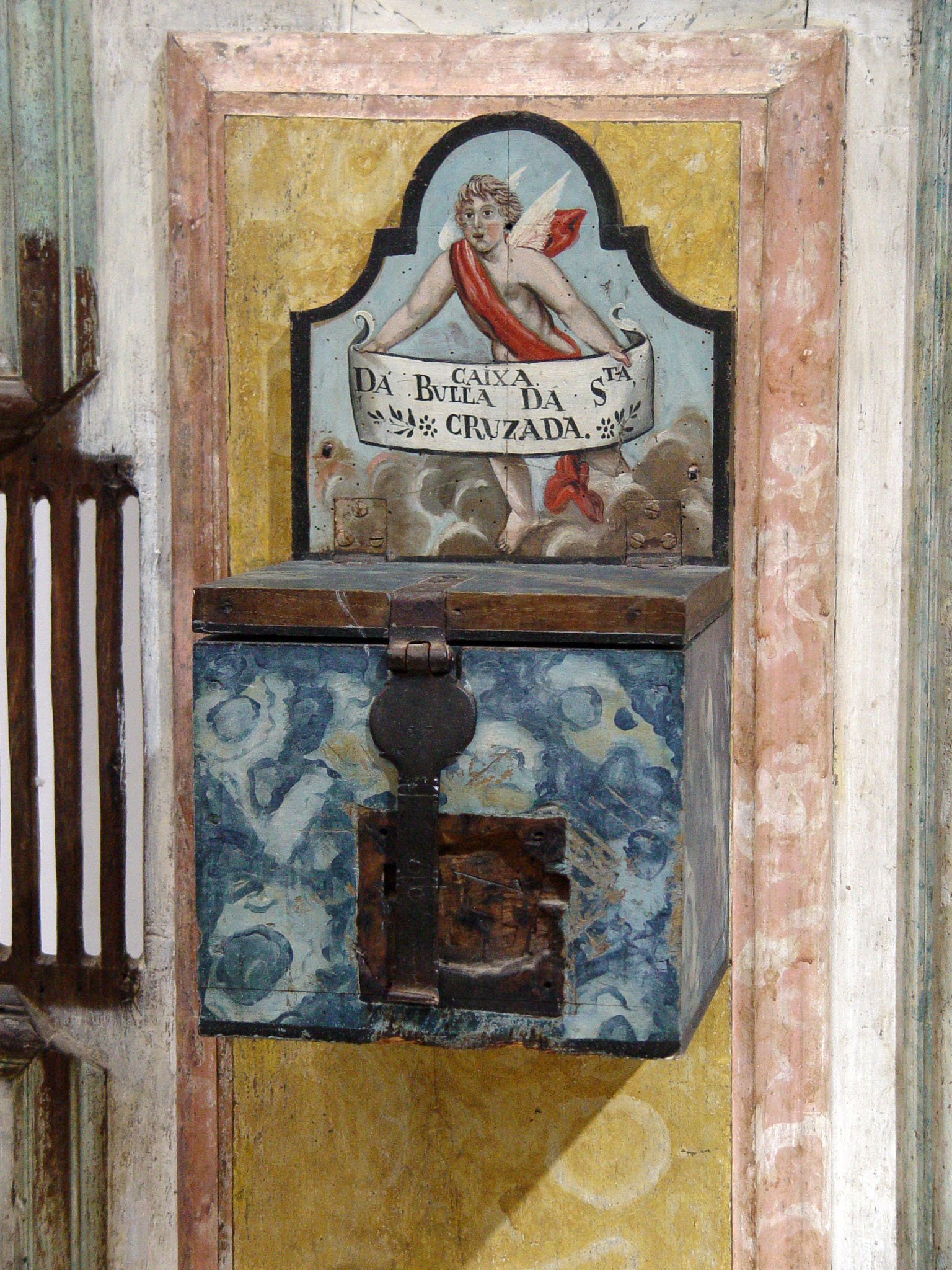
Tronc servant à recueillir les offrandes des fidèles souhaitant contribuer aux besoins de l'église, leur permettant ainsi d'obtenir des indulgences en raison de l'émission des bulles de la sainte croisade.

Les bulles de la sainte croisade sont des bulles pontificales concédant aux Espagnols de nombreux privilèges, grâces et indulgences en échange d'un apport économique destiné au début à couvrir les dépenses de guerre contre les infidèles, mais utilisé par la suite pour l'entretien du culte et les œuvres de charité.
Un Commissaire général de la Croisade fondé au XVIe siècle se chargeait de maintenir l'esprit initial de la contribution en supervisant l'utilisation des fonds. Toujours sur la base du volontariat, la bulle continua à être accordée jusqu'au milieu du XXe siècle, bien que son produit fût destiné aux seuls besoins de l'Église. Chaque évêché avait ses commissaires. Ceux-ci portaient des livres spéciaux pour comptabiliser les ressources provenant de la Bulle et générant des séries très volumineuses dans les archives capitulaires.

## Histoire
Dans le passé, la bulle  générait toutes les années des sommes considérables pour les rois. Les papes avaient l'habitude d'accorder des indulgences, à la fois à ceux qui partaient se battre en personne contre les infidèles comme à ceux qui contribuaient économiquement aux dépenses de la guerre. L'administration de ces fonds, et la façon de les lever étaient accordées aux rois.
Les premières bulles émises dans le cadre des croisades dans la péninsule Ibérique le furent par le pape Urbain II en Catalogne, pour Ramon Berenguer III, comte de Barcelone et Ermengol IV d'Urgell en 1089, à l'époque de la reconquête de Tarragone, puis par le pape Gelase II à Alphonse Ier d'Aragon lorsqu'il réussit à reprendre Saragosse en 1118. Clément IV en 1265 émit une bulle générale pour l'ensemble de l'Espagne alors que les rois d'Aragon et de Castille étaient alliés dans une expédition contre Murcie. Au cours du temps, les concessions devinrent de plus en plus fréquentes.
Innocent III a été le premier à octroyer cette bulle sous le nom de « bulle de la sainte croisade » à l'Espagne au début du XIIIe siècle. Jean XXII en fit autant au début du XIVe siècle à demande d’Alphonse XI de Castille. En 1457, sous le règne d'Henri IV, Calixte III envoya en Espagne Alphonse d'Épine pour qu'il prêchât la croisade pour les vivants et les morts d'une façon inédite jusqu'alors.
À la veille d'entrer en guerre contre les Maures, il donna les pleins pouvoirs aux ecclésiastiques pour donner une absolution plénière à l'article de la mort à tous ceux qui, présent dans cette guerre, payassent 200 mrs et une  légère contrition. Il fixa aussi une somme, moyennant laquelle les âmes du purgatoire pouvaient en sortir pour le repos éternel. La concession fut donnée pour 4 ans, durant lesquels 400 000 ducats furent rendus. Une partie fut employée selon les intentions du pape Sixte IV. Il fut ordonné que l’Église payât une fois pour toutes 100 000 ducats à Ferdinand le Catholique pour les guerres de Grenade, en rappelant également le privilège de faire prêcher la bulle de la sainte Croisade durant trois ans. Dès lors, les papes ont renouvelé cette bulle de trois ans en trois ans pour les rois d'Espagne. Passés les trois ans, la coutume était de republier solennellement la bulle de la sainte Croisade, en prêchant trois sermons.
- Le premier s'appelait la suspension, parce qu'il se suspendait l'effet de toutes les autres bulles, de façon que tous ceux qui voulaient jouir des privilèges accordés par autres bulles, se voyaient obligés de l'acheter avant toutes autres choses.
- Le second sermon avait le nom de composition par une clause ad-hoc pour ceux qui étaient tenus à une restitution mais n'en connaissaient pas le montant. Ils étaient dispensés de cette exactitude par une aumône de 15 à 20 ducats; ainsi la bulle permit de changer un vœu en un autre.
- Le troisième sermon s'appelait reprédication car il reprenait ce qui était dit dans les deux premiers.

Après ces trois sermons, et en vertu de la bulle de la Sainte Croisade étaient publiés 6 jubilés pour les 3 années.